# Samotnicy
Samotnicy (tytuł oryg. Singles) – amerykańska komedia romantyczno-obyczajowa z 1992, według scenariusza i w reżyserii Camerona Crowe’a. Akcja filmu toczy się w Seattle w stanie Waszyngton. W głównych rolach wystąpili Bridget Fonda i Campbell Scott oraz Matt Dillon i Bill Pullman.

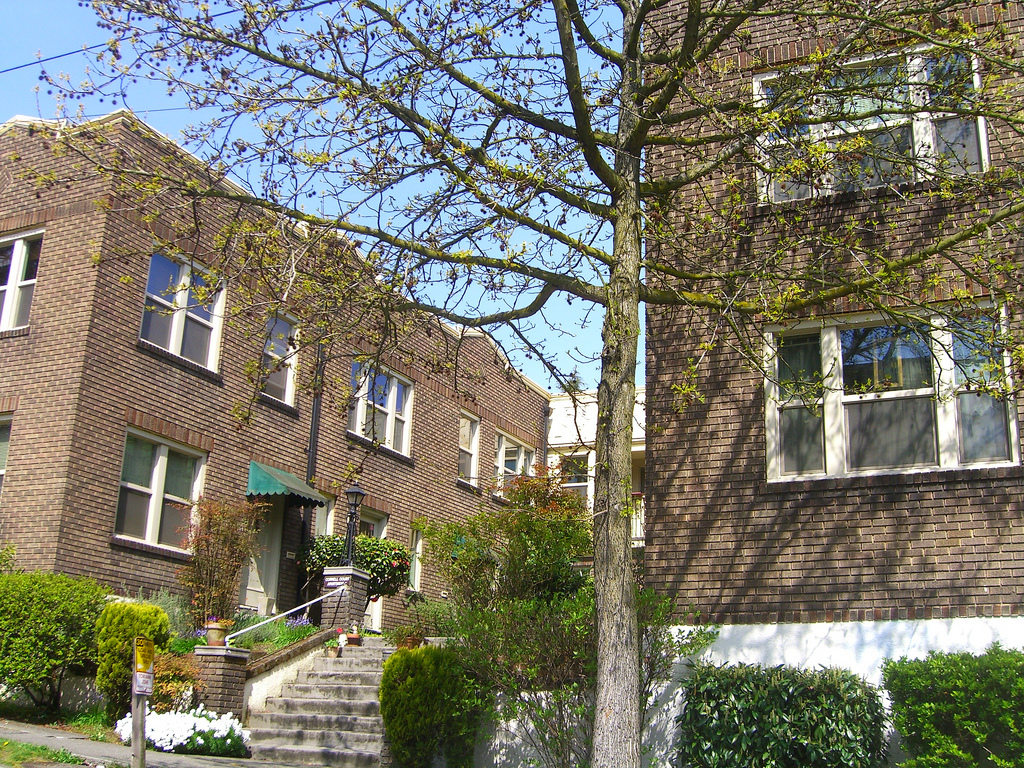
Plan filmu (na zdj. w 2008)

Akcja Samotników toczy się wśród młodych ludzi, związanych z subkulturą grunge’ową, stając się niejako ilustracją tego zjawiska. Bardzo ważnym elementem filmu jest muzyka w formie podkładu dźwiękowego jak i wstawek z koncertów z zespołami takimi jak Alice in Chains czy Soundgarden. Ścieżka dźwiękowa z filmu, zawierająca nagrania m.in. Alice in Chains, Pearl Jamu i Soundgarden, uważana jest za przyczynę olbrzymiej popularyzacji muzyki grunge’owej, pochodzącej z Seattle, pomimo iż największa gwiazda lat 90. – Nirvana – nie znalazła się na albumie.